# Aldo Bortolussi
Aldo Bortolussi (Zoppola, 3 aprile 1921 – Russia, 20 gennaio 1943) è stato un militare italiano insignito della medaglia d'oro al valor militare alla memoria nel corso della seconda guerra mondiale.

## Biografia
Nacque a Zoppola, provincia di Udine, nel 1921, figlio di Marco e Teresa Bortolussi. Cresciuto in una modesta famiglia di agricoltori, nel gennaio 1941 fu arruolato nel Regio Esercito assegnato al 3º Reggimento artiglieria da montagna. In forza alla 15ª batteria del gruppo "Conegliano", raggiungeva il suo reparto schierato in Albania tre mesi dopo. Ritornato in Italia nel marzo 1942 e trattenuto in servizio attivo il 16 agosto partì con il reparto per l'Unione Sovietica al seguito della 3ª Divisione alpina "Julia". Cadde in combattimento il 20 gennaio 1943 a Slowiew, nel corso della seconda battaglia difensiva del Don, e fu insignito della medaglia d'oro al valor militare alla memoria. La sezione dell'Associazione Nazionale Alpini di Sydney, Australia, è intitolata alla sua memoria, così come una via di Zoppola e una caserma della Brigata "Julia".